# Hughesville Township
Pour les articles homonymes, voir Hughesville.
Hughesville Township est un ancien township, situé dans le comté de Pettis, dans le Missouri, aux États-Unis,.
Le township est fondé en 1878 et baptisé en référence au village de Hughesville.

### Source de la traduction
- (en) Cet article est partiellement ou en totalité issu de l’article de Wikipédia en anglais intitulé « Hughesville Township, Perry County, Missouri » (voir la liste des auteurs).